# Eberhardt Palmer
Eberhardt Palmer (* 4. April 1931 in Stuttgart; † 20. Januar 2017 ebenda) war ein deutscher Politiker (CDU).

## Beruflicher Werdegang
Palmer war Maschinenbau-Ingenieur und führte von 1959 bis 1998 ein eigenes Ingenieurbüro.

## Politische Karriere
Eberhardt Palmer wirkte viele Jahre erfolgreich in der Stuttgarter Kommunalpolitik, so war er von 1980 an 16 Jahre lang Bezirksvorsteher in Stuttgart-Mitte und vom 26. Juni 1996 bis 7. Dezember 1999 Vorsitzender des Verbands Region Stuttgart.

## Ehrungen
Palmer war Träger zahlreicher nationaler und internationaler hoher Orden und Ehrenzeichen, so u. a. Träger des Bundesverdienstkreuzes 1. Klasse, des Verdienstordens des Landes Baden-Württemberg und Cavaliere dell´ Ordine al Merito della Repubblica Italiana.

## Privates
Eberhardt Palmer ist der Sohn Emma Palmers, einer Bauerntochter aus Geradstetten im Remstal, und ein jüngerer Bruder Helmut Palmers. Palmer war mit Irene verheiratet. Das Ehepaar hatte zwei Kinder. Ihr Sohn Christoph ist der frühere Minister im Staatsministerium Baden-Württembergs.